# Plantago depressa
Plantago depressa är en grobladsväxtart. Plantago depressa ingår i släktet kämpar, och familjen grobladsväxter.

## Underarter
Arten delas in i följande underarter:
- P. d. depressa
- P. d. turczaninowii